# Felix Hoffmann
Felix Hoffmann (21 de enero de 1868 en Ludwigsburg - 8 de febrero de 1946 en Suiza) fue un farmacéutico alemán que en 1897 obtuvo de forma pura el ácido acetilsalicílico, hasta entonces fabricado con impurezas: un principio activo cuyas primeras y más conocidas indicaciones lo muestran como analgésico, antipirético y antiinflamatorio, eficaz y bien tolerado. La sustancia fue comercializada a partir de mayo de 1899 con el nombre de Aspirina por la firma farmacéutica Bayer.

## Trayectoria profesional
Después de terminar la escuela, en un principio destinado para una carrera como farmacéutico, su trabajo en el campo de la Farmacia le fascinó tanto que decidió ampliar sus conocimientos en este campo mediante el estudio de la Química.
En 1891 se graduó en la Universidad de Múnich. Dos años más tarde obtuvo el doctorado. Por recomendación del eventual ganador del Premio Nobel profesor Adolf von Baeyer, con quien Hoffmann había estudiado, se unió a "Farbenfabriken vorm. Friedr. Bayer & Co." en 1894 a trabajar como químico, en el laboratorio químico. Felix Hoffmann nunca se casó y no tenía hijos. Vivió en Suiza hasta el final de sus días.

## Descubrimiento de la Aspirina
Fue sobre todo por la posibilidad que hizo un descubrimiento de importancia histórica el 10 de agosto de 1897. Por acetilación del ácido salicílico con ácido acético, él tuvo éxito en la síntesis de ácido acetilsalicílico (AAS) en una forma químicamente pura y estable. No era un producto nuevo, pues ya había sido obtenido en 1853 por el químico francés Charles Frédérik Gerhardt en Estrasburgo, si bien de forma impura e inestable, por lo que no recibió mayor interés. Por ello, Bayer nunca pudo patentar el fármaco; únicamente patentó en EEUU, en 1899, el método de fabricación, atribuyendo dicha autoría a Felix Hoffman.
El farmacólogo responsable de verificar estos resultados fue escéptico al principio, sin embargo, el alcance de esta maravilla farmacéutica se hizo evidente una vez que varios estudios a gran escala para investigar la eficacia de la sustancia y la tolerancia se había completado: Hoffmann había descubierto una sustancia para el alivio del dolor, reducir la fiebre y para ser usada como antiinflamatorio. La empresa trabajó a marchas forzadas para desarrollar un proceso de producción de bajo costo que permitiera al ingrediente activo ser suministrado como un producto farmacéutico.
En marzo de 1899 Bayer registran la Oficina Imperial de Patentes (que tenía competencias, como es habitual hoy, en el campo de las marcas) el nombre Aspirina como marca registrada. El origen es el siguiente: a, de acetilo; spiri del ácido spírico, un sinónimo del ácido salicílico; y el sufijo in, una terminación habitual de la época para fármacos. Inicialmente se vende en forma de polvo en frascos de vidrio, si bien en pocos asó pasaría a comercializarse en una nueva forma farmacéutica: en comprimidos de almidón. La aspirina ha hecho que el nombre de Bayer ganara fama mundial como ningún otro producto.
Poco después de la síntesis del ácido acetilsalicílico, Hoffmann fue nombrado jefe del departamento de marketing farmacéutico. Dos años más tarde se le concedió plenos poderes.
En el momento en que se retiró en 1928, su descubrimiento fue ya un éxito en todo el mundo. Sin embargo, el inventor de la aspirina sigue siendo desconocido para la opinión pública internacional.
En 1949 Arthur Eichengrün publicaba un artículo en la revista Die Pharmazie en el que alegaba haber sido el descubridor de la aspirina, dejando a Felix Hoffman como uno de sus ayudantes dentro de Bayer por aquella época. No obstante, el artículo pasó desapercibido y este alegato cayó en el olvido durante 50 años. En 1999 el farmacéutico Walter Sneader descubrió la publicación original de Eichengrün y decidió investigar el asunto, accediendo a los archivos de Bayer con permiso de la empresa. En su estudio, Sneader concluye que el artículo publicado en Die Pharmazie y los detalles aportados por Eichengrün eran coherentes con los históricos de la empresa farmacéutica, encontrando incoherencias en el relato oficial. A día de hoy, Bayer sigue considerando a Felix Hoffman como el descubridor de la aspirina.

## Muerte
Murió en Suiza el 8 de febrero de 1946.